# Takifugu

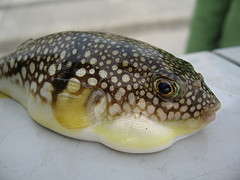
Peix fugu.

Takifugu és un gènere de peix globus en la família Tetraodontidae, sovint conegut amb el nom japonès Fugu (河豚 o 鰒), paraula composta que al·ludeix a la bona sort. Un peix globus fugu conté toxina suficient per matar a 30 persones.
Hi ha 25 espècies que pertanyen al gènere Takifugu, el qual es pot trobar a tot el món des de la latitud 45° nord fins a la latitud 45° sud, principalment en aigua salada (en 1960 es va trobar un cardumen de Fugu en les aigües dolces del Riu Salat que neix en la llacuna de Marchiquita), però algunes vegades també en aigua dolça i aigua salobre. La seva dieta consisteix en la seva majoria d'algues, mol·luscs, invertebrats i de vegades crustacis. Aquests peixos es defensen inflant els seus cossos, fins a superar diverses vegades la seva grandària habitual, o enverinant als seus depredadors. Aquestes defenses li permeten a aquest peix explorar activament el seu entorn sense gaire risc de ser atacat.
El fugu és altament tòxic, però malgrat això al Japó és considerat una delícia. Aquest peix conté quantitats letals d'un verí anomenat tetradotoxina en els seus òrgans interns, especialment en el fetge i els ovaris, però també en la pell i els testicles. Per tant, només xefs amb llicència especial poden preparar i vendre fugu al públic, no obstant això, el consum del fetge i els ovaris està prohibit. Però, ja que petites quantitats de verí donen una sensació especial (un pessigolleig amb un molt lleugera cremor) en la llengua, aquestes parts són considerades les més delicioses per alguns gourmets els qui preparen amb la carn del fugu una de les varietats de sushi. No obstant això, algunes persones moren cada any perquè fallen en estimar la quantitat de verí present en les parts del peix que són consumides.
La tetradotoxina paralitza els músculs mentre la víctima roman completament conscient fins que finalment mor per asfíxia. Actualment, no existeix cap antídot i el tractament mèdic habitual s'orienta a tractar de brindar suport al sistema respiratori i circulatori fins que l'efecte del verí desaparegui.
El fugu sol representar-se vastament en la cultura i en l'art japonès.

## Taxonomia
Existeixen 22 espècies vàlides per a aquest gènere:
- Takifugu alboplumbeus (Richardson, 1845)
- Takifugu basilevskianus (Basilewsky, 1855)
- Takifugu bimaculatus (Richardson, 1845)
- Takifugu chinensis (Abe, 1949)
- Takifugu chrysops (Hilgendorf, 1879)
- Takifugu coronoidus (Ni i Li, 1992)
- Takifugu exascurus (Jordan i Snyder, 1901)
- Takifugu flavidus (Li, Wang i Wang, 1975)
- Takifugu niphobles (Jordan i Snyder, 1901)
- Takifugu ocellatus (Linnaeus, 1758)
- Peix globus oblong (T. oblongus) (Bloch, 1786)
- Takifugu obscurus (Abe, 1949)
- Takifugu pardalis (Temminck i Schlegel, 1850)
- Takifugu poecilonotus (Temminck i Schlegel, 1850)
- Takifugu porphyreus (Temminck i Schlegel, 1850)
- Takifugu pseudommus (Chu, 1935)
- Takifugu radiatus (Abe, 1947)
- Takifugu reticularis (Tien, Cheng i Wang, 1975)
- Takifugu rubripes (Temminck i Schlegel, 1850)
- Takifugu snyderi (Abe, 1988)
- Takifugu stictonotus (Temminck i Schlegel, 1850)
- Takifugu vermicularis (Temminck i Schlegel, 1850)
- Takifugu xanthopterus (Temminck i Schlegel, 1850)